# (631) Philippina
(631) Philippina es un asteroide perteneciente al cinturón de asteroides descubierto el 21 de marzo de 1907 por August Kopff desde el observatorio de Heidelberg-Königstuhl, Alemania.
Está nombrado en honor de Philipp Kessler, amigo del descubridor.